# Disney Character Voices International
Disney Character Voices International, Inc. è una società controllata da The Walt Disney Company che si occupa principalmente di tradurre e doppiare i contenuti Disney in diverse lingue. Questo include film prodotti dai Walt Disney Studios, musica della Disney Music Group e contenuti distribuiti da Disney Platform Distribution. Inoltre, la divisione gestisce anche il doppiaggio per le attrazioni nei parchi a tema Disney e per i videogiochi basati sui franchise Disney. Ha uffici situati in vari paesi del mondo per coordinare queste attività a livello globale.

## Storia

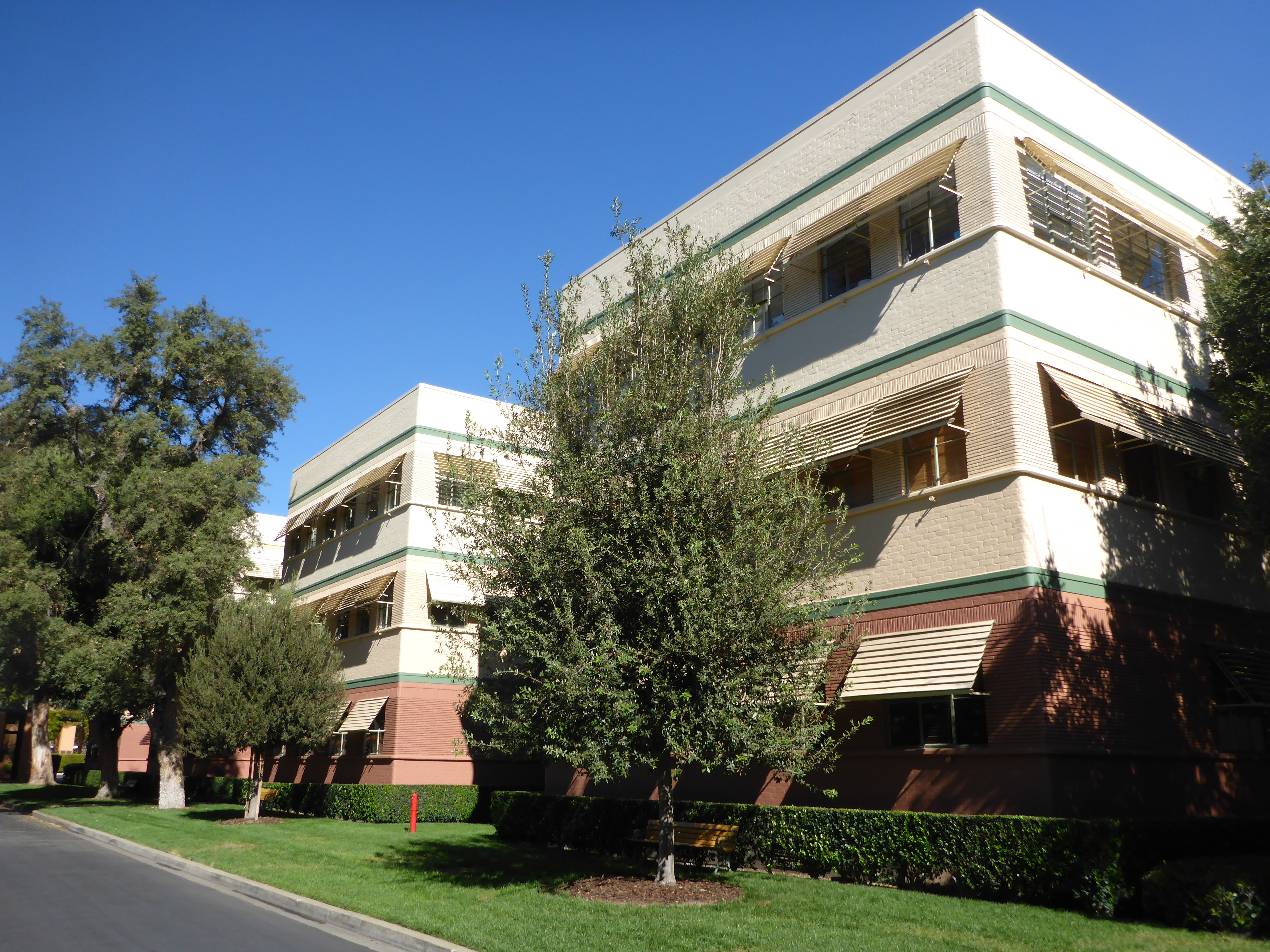
La sede centrale del DCVI si trova nel vecchio edificio dell'animazione presso i Walt Disney Studios a Burbank, California

Il primo film Disney ad essere doppiato fu Biancaneve e i sette nani, distribuito nel 1938 in varie lingue occidentali. Walt Disney espresse alla doppiatrice svedese Tatiana Angelini, che prestò la voce a Biancaneve nella versione locale, che era la sua interpretazione preferita tra tutte le versioni internazionali del personaggio. Il film debuttò alla 6ª Mostra internazionale d'arte cinematografica di Venezia, dove ottenne il prestigioso premio speciale Grand Art Trophy. Tuttavia, Disney non riuscì a ottenere la distribuzione del film nella Germania nazista. Per produrre una versione in lingua tedesca destinata all’Austria e alla Svizzera, la casa madre fece registrare le voci a doppiatori di madrelingua tedesca ad Amsterdam. Durante gli anni '40, Jimmy Johnson affidò a Jack Cutting — animatore della Disney sin dal 1930 — il compito di sovrintendere ai doppiaggi internazionali dei film Disney. Nel 1948, la Disney ricevette un riconoscimento speciale ai Golden Globe Awards per aver realizzato una versione in lingua indostana di Bambi poco dopo la fine del movimento per l’indipendenza dell’India. Questo doppiaggio fu apprezzato per aver contribuito a diffondere l’influenza americana attraverso il cinema. Nonostante Bambi sia stato il primo film Disney doppiato in indostano, non è chiaro se altri titoli seguirono immediatamente o se si dovette attendere fino al 1993, con Aladdin, per nuove versioni in hindi, tamil e telugu curate da Disney India. La filiale affiliata di Disney Character Voices International venne formalmente istituita nel 1988, quando Michael Eisner decise di creare un reparto dedicato al doppiaggio sotto la direzione di Roy Disney. Nel luglio 2024, il sindacato degli attori SAG-AFTRA, che include tra i suoi membri molti doppiatori del settore videoludico, avrebbe indetto uno sciopero contro vari editori di videogiochi, tra cui Disney Character Voices. Le motivazioni dello sciopero riguardavano la mancanza di protezioni contro l’uso dell’intelligenza artificiale, sia per quanto concerne la replicazione vocale degli attori, sia per la creazione digitale delle loro sembianze.

## Scelta del cast

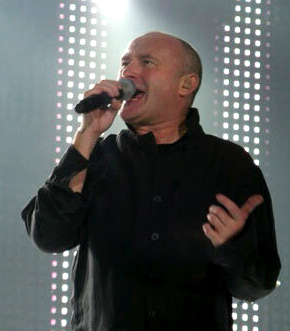
Per ragioni di marketing, Phil Collins è stato scelto per cantare le canzoni della colonna sonora di Tarzan anche in francese, tedesco, italiano e spagnolo.

Per gestire in modo efficace l’intero processo produttivo, Disney ha implementato un sistema centralizzato per organizzare audizioni con attori provenienti da tutto il mondo, un'innovazione che ha portato The Walt Disney Company a vincere un Technology and Engineering Emmy Award nel 2017. Rick Dempsey, vicepresidente senior di Disney Character Voices International, ha spiegato che le decisioni di casting vengono prese in modo mirato nei mercati che rappresentano il 14% degli incassi globali al botteghino. In questi casi, collabora direttamente con il direttore del centro linguistico locale per definire il profilo vocale del personaggio. Gli uffici regionali, che operano nei paesi in cui la DCVI sceglie direttamente le voci, sono responsabili anche della supervisione di una più ampia area geografica, selezionando i doppiatori per le regioni circostanti e confrontando le proposte con le scelte principali. Secondo Dempsey, non è necessario che le voci corrispondano perfettamente alle versioni originali in inglese: ciò che conta è che riflettano correttamente la personalità del personaggio, permettendo alla sua essenza di emergere. A partire dagli anni 2000, è diventato sempre più frequente l’impiego di celebrità locali per i doppiaggi, non tanto per la loro capacità di immedesimarsi nel ruolo, ma per il loro potenziale richiamo commerciale, con l’obiettivo di rendere i film più appetibili al pubblico nazionale.

## Lingue
I film Disney vengono solitamente distribuiti nelle sale cinematografiche in un insieme di lingue, che varia a seconda del prodotto. Tutti i film d'animazione Disney vengono sistematicamente doppiati e distribuiti in un gruppo fisso di lingue. Tuttavia, ci sono lingue coperte dal dipartimento in modo irregolare, che varia a seconda del film.

### Doppiaggi distribuiti sistematicamente
Nel corso degli anni, l'insieme di lingue coperte dal DCVI si è ampliato: un tipico film d'animazione viene oggi distribuito nelle sale cinematografiche di 39-43 territori, un film live-action medio conta dalle 12 alle 15 lingue e un film live-action a quattro quadranti come Pirati dei Caraibi viene doppiato in circa 27 lingue. Il numero di lingue coinvolte nel processo di doppiaggio varia a seconda del tipo di prodotto, con i film d'animazione che ne coprono il numero maggiore, e si è ampliato nel corso degli anni. In seguito all'invasione russa dell'Ucraina nel 2022, la Disney ha chiuso tutte le attività in Russia, annullando e rimuovendo la produzione di doppiaggi emessi dalla Walt Disney Company CIS e spostando la sede di produzione dei doppiaggi cinematografici russi in Kazakistan.

### Doppiaggi rilasciati in modo irregolare o occasionale
Oceania (titolo originale Moana) è uscito nel 2016, ricevendo un totale di tre doppiaggi speciali in lingue polinesiane nell'arco di due anni dalla sua data di uscita originale. In seguito al successo di queste tre produzioni, è stato realizzato anche uno speciale doppiaggio in lingua sami del nord per il film Frozen II, mentre nessun doppiaggio in questa lingua è stato realizzato per il primo capitolo della serie. Un caso particolare di doppiaggi una tantum sono la versione Arapaho di Bambi, pubblicata nel 1994, e la versione Navajo di Alla ricerca di Nemo, pubblicata nel 2016, realizzate rispettivamente in collaborazione con le Wyoming Indian Schools e il Navajo Nation Museum. A differenza del resto dei doppiaggi speciali, questi due film non sono in alcun modo legati alle culture Arapaho e Navajo, ma sono stati piuttosto scelti come mezzo per preservare queste due lingue, insegnandole alle giovani generazioni attraverso un popolare film Disney. Ma mentre la versione Navajo di Alla ricerca di Nemo è un doppiaggio completo, che include persino una versione Navajo della canzone dei titoli di coda Beyond the Sea eseguita dal cantante dei Fall Out Boy Patrick Stump, la versione Arapaho di Bambi è solo un doppiaggio parziale, in cui le parti parlate sono state doppiate, ma le canzoni sono state lasciate in inglese.

#### Edizioni irregolari
- Filippino
- Indonesiano
- Malese
- Tamil
- Telugu

#### Edizioni occasionali
- Albanese
- Armeno
- Bielorusso
- Bengalese
- Galiziano
- Georgiano
- Tedesco (Austriaco)
- Indostano
- Kannada
- Karachay-balkar
- Malayalam
- Māori
- Marathi
- Spagnolo (Rioplatense)

#### Edizioni speciali
- Arapaho (Bambi)
- Hawaiano (Moana)
- Navajo (Alla ricerca di Nemo)
- Sami (Frozen II)
- Tahitiano (Moana)
- Zulu (Il re leone)